# 铝酸钙

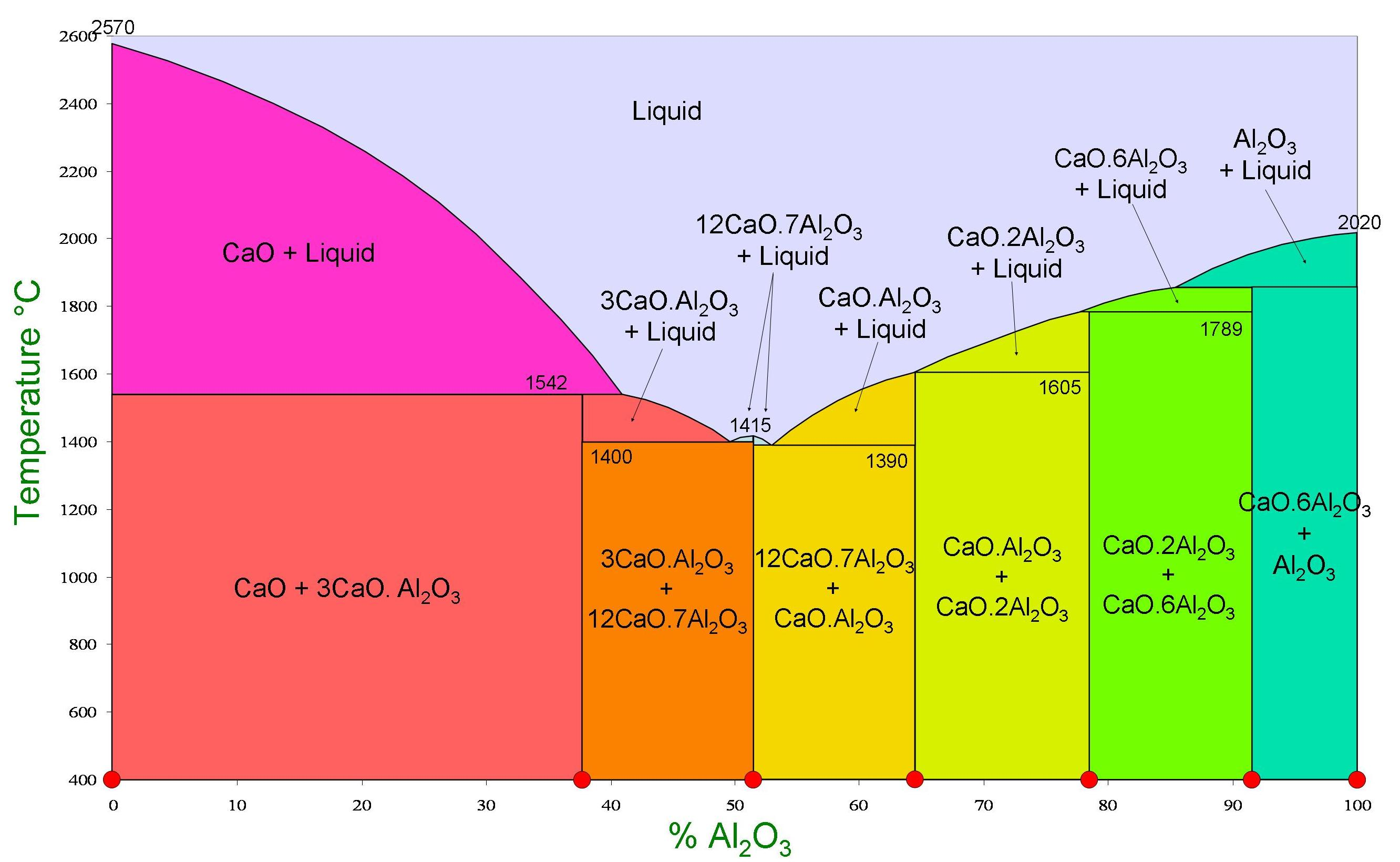
铝酸钙相图。

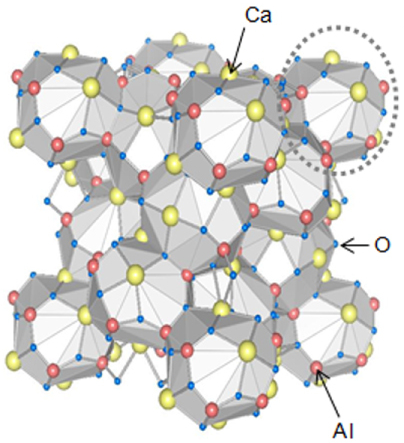
七铝酸十二钙（12CaO·7Al_{2}O_{3}，C12A7）的晶体结构。

铝酸钙是通过高温共热氧化钙和氧化铝得到的一系列的矿物化合物，广泛用于耐火材料和水泥的制造。
相图中标准状况下的稳定相（1atm下的相对湿度）有：
- 铝酸三钙, 3CaO·Al2O3 (C3A)
- 七铝酸十二钙, 12CaO·7Al2O3 (C12A7) (钙铝石)
- 偏铝酸钙, CaO·Al2O3 (CA)
- 二铝酸钙, CaO·2Al2O3 (CA2)
- 六铝酸钙, CaO·6Al2O3 (CA6)

此外，还存在以下相：
- 铝酸二钙, 2CaO·Al2O3 (C2A)，只在2500 MPa以上存在。[3]晶体属于正交晶系，密度为3480 kg·m−3。
- 三铝酸五钙, 5CaO·3Al2O3 (C5A3)，只在无水、无氧状态下存在。正交晶体，密度3067 kg·m−3。迅速和水反应。
- 三铝酸四钙, 4CaO·3Al2O3 (C4A3)，通过4CaO·3Al2O3·3H2O (C4A3H3)脱水形成的介稳态（英语：metastability）。